# The Return of the Scarlet Pimpernel
The Return of the Scarlet Pimpernel ist ein britischer Kostüm- und Abenteuerfilm aus dem Jahre 1937 von Hanns Schwarz. Es handelt sich dabei um die Fortsetzung des 1934 entstandenen Filmklassikers Die scharlachrote Blume. Die Geschichte basiert auf einem Roman der Baronesse Emma Orczy. 

## Handlung
Frankreich im Jahre 1794. Die Französische Revolution ist noch immer im vollen Gange, und nur mit Not, etwas Trickserei und viel Glück konnte der britische Edelmann Sir Percy Blakeney, der als geheimnisvoller „Scarlet Pimpernel“ das bedrohte Leben von so manchem französischen Aristokraten retten konnte, seinen Häschern unter der Führung des fanatischen Revolutionärs Bürger Chauvelin entkommen und sich nach England in Sicherheit bringen. Nach einiger Zeit beschließt er, nicht nach Frankreich zurückzukehren, nachdem er dies seiner geliebten Frau Lady Marguerite, einer gebürtigen französischen Adeligen, fest versprochen hat. Doch jenseits des Ärmelkanals gibt der hasserfüllte und durch Percys Flucht schwer düpierte Chauvelin keine Ruhe. Er plant nicht weniger als die Entführung der Lady Marguerite Blakeney. Dazu entsendet er die Schauspielerin Theresa Cobarrus nach Brighton, wo der versnobte Hochadel Cricket spielt und sich in den Pavillons verlustiert, während auf dem Kontinent Frankreich in einem Meer von Blut ertrinkt. 
Theresa sorgt für Percys Ablenkung, in dem sie Scarlet Pimpernel bittet, ihr bei der Rettung ihres gefangen gesetzten Liebhabers Jean Tallien zu helfen, während Chauvelins Männer sich Marguerite greifen und mit ihr über den Kanal entkommen. Chauvelin ist fest davon überzeugt, dass Sir Percy auf jeden Fall nach Frankreich folgen werde, um seine Gattin zu retten. Und genau hier, so sieht der Plan des verschlagenen Revoluzzers vor, soll die Falle zuschnappen. Chauvelin will nicht weniger, als dass The Scarlet Pimpernel endlich seinen Hals unter das Guillotinenbeil legt. Doch Sir Percy ist wie schon einst ein sehr gewitzter Gegner, der seinem Widersacher stets einen Schritt voraus ist. Er und seine Mitstreiter reisen erneut heimlich nach Frankreich und spüren Marguerite auf. Es kommt zu Verkleidungen, Gefangennahmen und infolgedessen auch Ausbrüchen. Beinah haben sie Percys Frau befreit, da funkt ihnen prompt Chauvelin erneut dazwischen. Erst der zweite Befreiungsversuch klappt, und die Briten können, nachdem sie ganz en passant den Sturz des schlimmsten Blutsäufers Robespierre in die Wege geleitet haben, endlich in die Heimat zurücksegeln.

## Produktionsnotizen
The Return of the Scarlet Pimpernel entstand Mitte 1937 in den Denham-Filmstudios und wurde im Oktober 1937 im Rahmen einer Interessentenverführung erstmals einem (Geschäfts-)Publikum vorgestellt. Die Uraufführung fand am 20. Dezember 1937 statt. In Deutschland war der Film nicht zu sehen.
Alexander Korda, der hier als Herstellungsleiter in Erscheinung trat, ermöglichte dem seit seinem Weg in die Emigration 1933 unbeschäftigt gebliebenen, jüdischen, einstigen UFA-Starregisseur Schwarz diese Regie als eine Art Freundschaftsdienst. Obwohl Schwarz eine ordentliche Arbeit ablieferte, war dem Film, auch wohl aufgrund der weitgehend unbekannten Besetzung, kein Erfolg beschieden, und Schwarz blieb bis zu seinem Tode 1945 ohne weiteren Regieauftrag.
Lazare Meerson schuf die Filmbauten, die Kostüme René Hubert. Muir Mathieson übernahm die musikalische Leitung.

## Wissenswertes
„Pimpernel“ ist das Erkennungszeichen Sir Percys; eine Pflanzenart, die auf Deutsch Roter Gauchheil heißt.

## Kritiken
„Das ist alles eine ansehnliche Charade, mit herrlichen Kostümen, wunderschön inszeniert und fotografiert. Die Geschichte selbst ist unglaubwürdig, und nur das weltmännisch gewandte Spiel von Francis Lister bewahrt den Chauvelin davor, als vollständiger Trottel dazustehen, der es zulässt, dass Pimpernel mit seinen unmöglichen Verkleidungen immer wieder entkommt. Barry K. Barnes ist in der Titelrolle angemessen, Sophie Stewart als seine Frau ist hübsch und charmant, aber Henry Oscar stiehlt den anderen die Schau mit einem Robespierre, der allerdings in etwas Realistischeres gehört als in eine Charade.“

„Deutlich unterhalb des bemerkenswerten Originals mit niedrigerer Produktionsqualität und einer Besetzung, die alles andere als herausragend ist ...“

„Vorhersehbare, elegante Revolutionsromanze, viel dünner bezüglich Inhalt und Darstellungskunst als sein Vorgänger.“